# Новосельское (Полесский район)
Новосельское — поселок в Полесском районе Калининградской области.

## География
Находится в северной части Калининградской области на расстоянии приблизительно 26 км на восток-юго-восток по прямой от административного центра района города Полесск.

## История
Населенный пункт назывался ранее Шальтишледиммен (до 1929 года), Нойвизе (до 1946 года). В составе Полесского района с 2008 по 2016 год входил в состав Залесовского сельского поселения.

## Население
Численность населения: 15 человек (русские 80 %) в 2002 году, 13 в 2010.